# La Pau metróállomás
La Pau egyike a Spanyolországban található barcelonai metró metróállomásainak.

## Metróvonalak
Az állomást az alábbi metróvonalak érintik:
- 2-es metróvonal
- 4-es metróvonal

## Kapcsolódó állomások
Az állomáshoz az alábbi állomások vannak a legközelebb:
- Sant Martí (Paral·lel, 2-es metróvonal)
- Besòs (Trinitat Nova, 4-es metróvonal)
- Verneda (Badalona Pompeu Fabra, 2-es metróvonal)